# La sua prima avventura
La sua prima avventura (Her First Adventure) è un cortometraggio muto del 1908 diretto da Wallace McCutcheon.
Il film è interpretato da David Wark Griffith; il giovane Robert Harron, in una delle sue prime apparizioni sugli schermi, vi appare tra la folla come comparsa.
Remake di Rescued by Rover del 1905, cortometraggio di grande successo nel Regno Unito e primo film a presentare come protagonista un cane di razza collie.

## Trama
Quando arriva a casa dal lavoro, un padre si ritira in una stanza con la moglie. Basta quella piccola assenza e la bambina della coppia, attirata dalla musica di alcuni gitani, scende in strada e scompare. I genitori, disperati, si mettono alla sua ricerca aiutati dal fedele cane di famiglia che li aiuterà a ritrovare la padroncina.

## Produzione
Il film fu prodotto dall'American Mutoscope & Biograph. Venne girato il 9 marzo 1908 a Leonia Junction, nel New Jersey.

## Distribuzione
Distribuito dalla American Mutoscope & Biograph, il film uscì nelle sale cinematografiche USA il 18 marzo 1908. Copia della pellicola è conservata negli archivi del Museum of Modern Art (un negativo in nitrato 35 mm) e in quelli della Library of Congress (positivo in 35 mm).

## Differenti versioni
- Rescued by Rover, regia di Lewin Fitzhamon e Cecil M. Hepworth (1905)
- Rescued by Carlo   (1906)
- Her First Adventure, regia di Wallace McCutcheon (1908)